# Felipe Abad León
Felipe Abad León (Arnedo, 1 de mayo de 1934-Logroño, 6 de noviembre de 2017) fue un sacerdote e historiador español. Cronista oficial de La Rioja y académico correspondiente de las Reales Academias de la Historia y Española.

## Biografía
Nació en la calle Pintor de Arnedo y desde 1994 esta lleva su nombre en su honor.
Fue monaguillo en Santo Tomás y en las Clarisas. El sacerdote Eliseo Lerena le influyó a que entrara en el seminario de Logroño. Siguió sus estudios en Comillas, donde se ordenó sacerdote el 29 de marzo de 1959. 
Fue párroco entre 1959 y 1961 en el alto Cidacos, tierra de Yanguas, en los pueblos de Diustes, Camporredondo y Vellosillo. De 1961 a 1963 volvió al seminario de Comillas. Realizó estudios de Derecho Canónico en Madrid y al volver permaneció un año como coadjutor en Santa María de Palacio de Logroño. 
Ha tomado parte en numerosas publicaciones, individuales y colectivas, además de artículos en revistas.
Fue nombrado cronista Oficial de La Rioja, académico de la Real Academia de la Historia y de la Academia de la Lengua. Era Canónigo de la Catedral de Calahorra, perteneció al Consejo Presbiteral del Obispado y fue subdirector del Hogar Sacerdotal de Logroño.

## Publicaciones
- Arnedo
  - Arnedo, emporio de La Rioja.
  - Algunas notas para la historia eclesiástica de Arnedo.
  - 25 arnedanos universales. El río Orenzana y su término. (1971)
  - A la sombra de las tres torres. Arnedo. Testimonio. Virgen del Castillo. Virgen de Vico. Cofradías. 232 Ilustres. (1971)
  - Radiografía de Arnedo en el siglo XVIII - Catastro del Marqué de la Ensenada. (1972)
  - La quinta del 55: historia abierta de una generación de arnedanos (1980). ISBN 84-7359-100-3
  - Arnedo '66: una quinta de altos vuelos (1991). ISBN 84-7359-373-1
  - Arnedo '67: una quinta a toda plana (1992). ISBN 84-7359-387-1
  - Órgano barroco de la Parroquia de San Cosme y San Damián de Arnedo. (1998) ISBN 84-605-8190-X
  - 25 temas de Arnedo: a la sombra de su viejo castillo. Quintos del año 1934. El fuero. De Villa a Ciudad. (2005). ISBN 84-7359-598-X
  - El Olmo de La Carrera

- Logroño
  - Historia viva del Seminario de Logroño. 75 aniversario de su fundación.
  - Radiografía histórica de Logroño a la luz del catastro del Marqués de la Ensenada (1978). ISBN 84-85242-19-X
  - Las adoratrices de Logroño: un siglo al servicio de La Rioja (1984). ISBN 84-7359-233-6

- Sobre otras localidades
  - Cenicero -Ciudad Humanitaria- 1904-1979 - 75 aniversario del accidente ferroviario. (1979)
  - Azofra, historia viva de un pueblo riojano (1981). ISBN 84-7359-132-1
  - Real Monasterio de Cañas. Nueve siglos de fidelidad. (1984)
  - La primera familia de Pradoluengo: su historia se remonta al siglo VI (2001). ISBN 84-7359-520-3
  - Ezcaray, cumbre de La Rioja.
  - Arrúbal. Historia de un pueblo esforzado.

- La Rioja
  - La Rioja provincia y región de España (1980). ISBN 84-7359-088-0
  - La Rioja: pasado, presente y futuro de una región -Arnedo, Alfaro, Calahorra, Cameros, Haro, Nájera, Santo Domingo- (1981). ISBN 84-7359-114-3
  - De La Rioja española a La Rioja argentina - Viaje a la Argentina y visita a la Rioja de América- (1994). ISBN 84-7359-412-6

- Cristianismo en La Rioja
  - La expansión de la vida eremítica y monástica en La Rioja

- Religiosos
  - Santa Teresa de Jesús y La Rioja - Don Pedro Manso de Zúñiga - Fray Pedro Ibáñez - (1982). ISBN 84-7359-166-6
  - El beato Germán de Jesús y María: evangelizador en Cuba, rector en Daimiel, natural de Cornago (1989). ISBN 84-7359-333-2
  - El beato Leoncio Pérez Ramos: mártir en Barbastro, natural de Muro de Aguas : santidad en La Rioja (1993). ISBN 84-7359-396-0
  - San Francisco Solano: novenario en Montilla (1996). ISBN 84-7359-468-1
  - Un español olvidado: relativo al mariscal de Santa Cruz, natural de Alfaro.

- Turismo y ocio
  - Geografía Mariana de La Rioja.
  - La ruta del Cidacos. Puentes de la región. Estudio de Yanguas, Enciso, Arnedillo, Prejano, Arnedo, Autol, Calahorra. (1978). ISBN 84-7359-057-0
  - Los monasterios riojanos (1983)
  - Guía para visitar los santuarios marianos de La Rioja. Volumen 4 de la serie María en los Pueblos de España. (1990). ISBN 84-7490-242-8
  - Veinte rutas por La Rioja (1997). ISBN 84-7359-473-8
  - Otras veinte rutas por La Rioja (2003). ISBN 84-7359-551-3

- Otros
  - La paz de la Pazana (1979). ISBN 84-7359-067-8
  - El marqués de la Ensenada (1981). ISBN 84-7359-140-7
  - El Marqués de la Ensenada, su vida y su obra (1985). ISBN 84-7341-024-6

- Colaboración
  - Logroño y su provincia. Contiene: Logroño, Corazón de La Rioja / Haro, perla de La Rioja / Santo Domingo de la Calzada / Los dos San Millanes y su Valle / Nájera, Cuna de Reyes / Valvanera, Historia y Devoción / Arnedo, Emporio de La Rioja.
  - Los monasterios riojanos (1983). ISBN 84-7231-902-4
  - Las Cofradías Sacramentales de Arnedo. (2010). ISBN 978-84-96637-93-1
  - La Hermandad y Cofradía del Santísimo Sacramento de la villa de Inestrillas (2010). ISBN 978-84-96637-93-1

## Calles
Tiene dedicadas cuatro calles en localidades de La Rioja. En Santa Coloma, Azofra, Inestrillas y Arnedo (la calle donde nació). Fueron concedidas como agradecimiento a escribir libros sobre dichas localidades.

## Fundación Cultural Arnedana Virgen de Vico
En 2001 creó la Fundación Cultural Arnedana Virgen de Vico, de la que fue primer presidente y a la que  donó más de 15 000 volúmenes, revistas y periódicos de otros siglos. Esta biblioteca, situada en la Calle Doctor Castroviejo n.º 6 en Arnedo, adquiere cada año unos 500 libros.